# Botanischer Sondergarten Wandsbek
El Botanischer Sondergarten Wandsbek (lit. Jardín Botánico Especial de Wandsbek) es un jardín botánico de 1.5 hectáreas de administración municipal ubicado en Wandsbek, Hamburgo, Alemania. 

## Localización
Botanischer Sondergarten Wandsbek Eichtalpark, Wandsbek, Walddörferstraße 273, Freie und Hansestadt Hamburg, Deutschland-Alemania.
Planos y vistas satelitales.53°34′56.64″N 10°5′54.6″E / 53.5824000, 10.098500
Se encuentra abierto a diario y la entrada es gratuita.

## Historia
El jardín comenzó su andadura en 1926 como una escuela de jardinería. Cambió su estatus a jardín municipal en 1956. 
En 1994 tomó forma la idea de impartir una educación especial en el “Botanischer Sondergarten Wandsbek”. Desde entonces se han efectuado una serie de viajes de expediciones al extranjero y de exposiciones en el recinto, alrededor del tema de las plantas, de los animales y de la naturaleza en general.
Ya que las plantas con un efecto venenoso sobre seres humanos y animales se cultivan en muchos jardines y viviendas como plantas ornamentales, sin el conocimiento de sus especiales características en noviembre del 2004 el jardín invitó a la comunidad de Wandsbek por primera vez para participar en la elección anual de la planta venenosa del año. 
Esta acción diferencia la multiplicidad en los animales, las plantas y los hábitat, con la elección anual se proclamarán sus características y el hecho de que las plantas no están necesariamente en peligro de extinción. 
Las plantas venenosas elegidas en 2005-Aconitum carmichaelii, 2006-Euonymus europaeus, 2007-Digitalis purpurea , 2008-Heracleum mantegazzianum, 2009-Nicotiana tabacum. 

## Colecciones
Desde el año 2007 se ha entablado una colaboración con el Jardín Botánico de Belo Horizonte y se está reuniendo una colección de plantas del estado brasileño de Minas Gerais.
Algunas de las especies destacables de las que alberga, Davidia involucrata, Euphorbia pulcherrima, 